# Corydalis smithiana
Corydalis smithiana är en vallmoväxtart som beskrevs av Friedrich Karl Georg Fedde. Corydalis smithiana ingår i släktet nunneörter, och familjen vallmoväxter. Inga underarter finns listade i Catalogue of Life.